# Базиліка Святого Антонія
Бази́ліка Свято́го Анто́нія (італ. Basilica di Sant'Antonio di Padova) — кафедральний собор у місті Падуя, Італія. Один із найважливіших релігійних і художніх центрів міста і одне із найбільш відомих місць паломництва у світі, оскільки в ній зберігаються мощі проповідника Св. Антонія Падуанського (1195—1231).
Споруджена у XIII столітті. Становить собою тринефну споруду завдовжки 195 м із 7 куполами; на фасаді фреска Андреа Мантеньї; у лівій частині розміщена каплиця дель Санто — один із найкращих творів епохи Відродження (1500—1533) із мармуровими горельєфами Антоніо і Тулліо Ломбардо та Якопо Сансовіно; у вівтарі знаходиться бронзовий барельєф роботи Донателло і знаменитий (3,5 м висоти) бронзовий канделябр Андреа Бріоско (1507); у каплиці Сан-Феліче (1372) — фрески Альтік'єро да Дзевіо і Якопо Аванці.
Розташована на п'яцца дель Санто. Перед базилікою знаходиться кінний пам'ятник кондотьєру Гаттамелаті (скульптор Донателло, бронза, 1447—1453).

## Історія

### Св. Антоній і заснування церкви

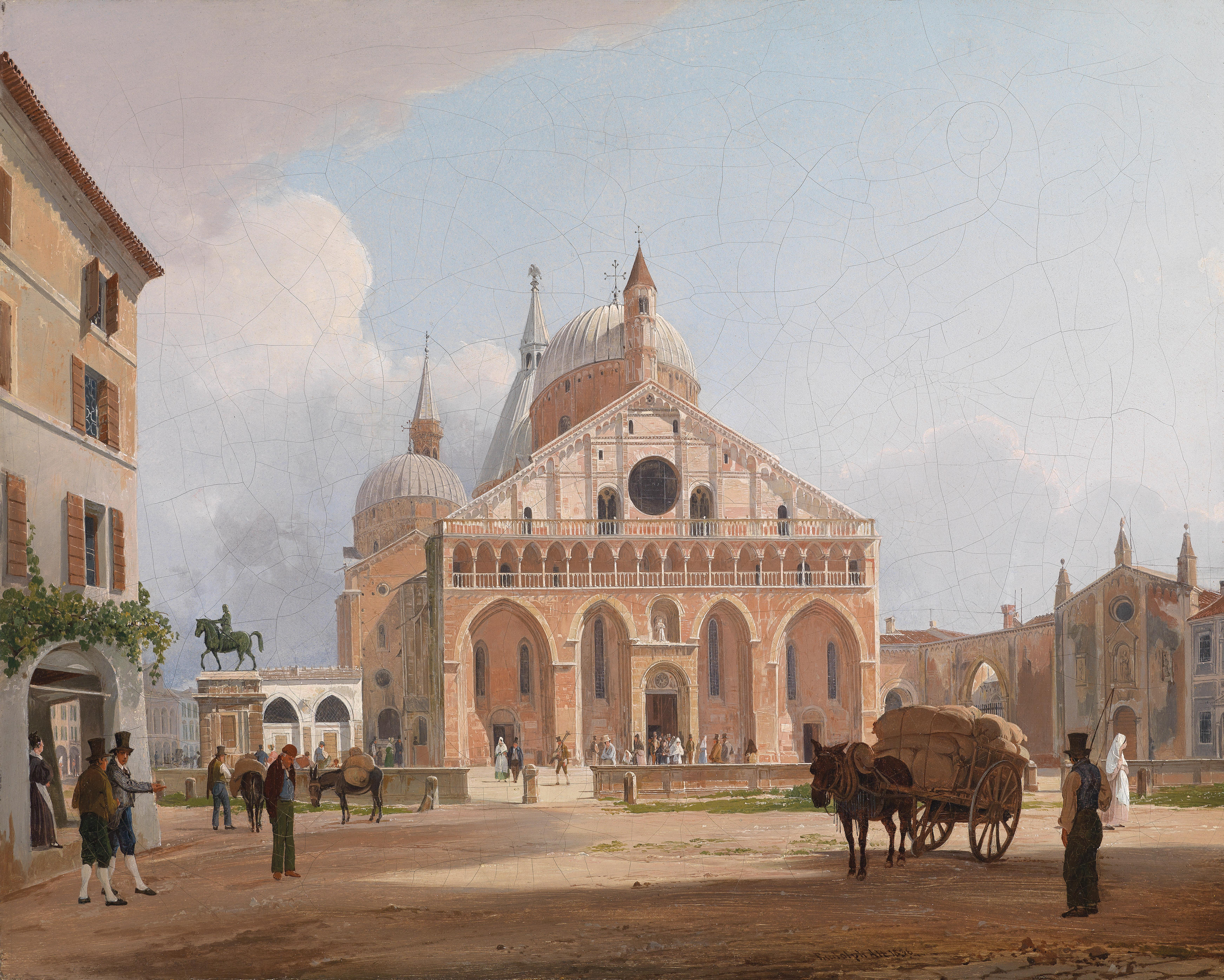
Рудольф фон Альт. «Базиліка святого Антонія у Падуї», 1836. Альбертіна, Відень

Церква Іль-Санто (церква Святого) у Падуї називається базилікою Св. Антонія, з XIII століття є одним із найважливіших релігійних і художніх центрів Падуї і одним із найбільш відомих місць паломництва у світі, оскільки до гробниці Св. Антонія з'їжджаються паломники з усього світу. Святий Антоній народився 1195 року у Ліссабоні, жив у Падуї. Брат Антоній, призваний Генеральним капітулом ордену (П'ятидесятниця 1230 року), познайомився під час своїх перших відвідувань з «істиною вірою і палким благочестям падуанців», обрав як свою резиденцію місто Падую, розташоване у центрі Тревізанської марки. Так, у скромному падуанському монастирі Санта-Марія-Матер-Доміні у Рутені, святий написав проповіді («Воскресні проповіді» та «Проповіді на свята»), які, завдяки глибині викладеної у них доктрини, принесли йому титул Доктора Церкви (1946 рік). Передусім «учитель Євангеліє» був невтомним проповідником, який користувався виключною повагою і любов'ю народу. Увійшла в історію його проповідь під час посту у Падуї у 1231 році, слухати яку зібралося близько 30 000 осіб. Велика падуанська місія була майже останнім апостольським діянням Св. Антонія, який помер 13 червня 1231 року, ледь доживши до 40 років, по дорозі з Камподарсего у Падую в келії невеликого францисканського монастиря при монастирі ордену кларисинок у Санта-Марія-де-Челла (Арчелла). Його мощі відразу виявилися чудотворними.
Монахині ордену кларисинок, натхненні підтримкою жителів великої фортеці Понте-Моліно (Кодалунга) захотіли зберегти дорогоцінні мощі у своїй церкві, тоді як францисканці, спираючись на канонічне право, наполягали на тому, аби тіло святого було перевезено до монастиря Санта-Марія-Матер-Доміні, де він жив. Після запеклих суперечок 17 червня 1231 року тіло чудотворця було урочисто перевезено до церкви у Рутену, де воно знаходиться досі. Як тільки папа Римський Григорій IX канонізував святого Антонія 30 травня 1232 року, францисканці вирішили звести поруч з тісною церквою Санта-Марія-Матер-Доміні великий храм, який зміг би достойно зберігати гробницю святого. Так розпочалося будівництво церкви Святого (Іль-Санто), яке тривало впродовж 80-ти років і умовно поділяється на три етапи.

### Перший етап будівництва
Не збереглося точних свідчень про те, що було зроблено з 1232 по 1256 роки; ймовірно, кладка нижніх стін фасадів і зовнішніх стін передньої будови церкви. Складні політичні умови у місті і в усій марці сповільнили темпи будівельних робіт, оскільки зменшилась фінансова підтримка, яка виділялася владою монахам-францисканцям, які зберігали обітницю бідності відповідно до уставу їхнього ордену. Новий поштовх будівництву дав папа Олександр IV, який у липні 1256 року видав спеціальну індульгенцію для тих, хто поможе завершити будівництво церкви, розпочате браттями-міноритами у Падуї. Таким чином, папа підтвердив привілей, подарований місту папським легатом у гвельфському війську хрестоносців, після звільнення Падуї від влади Еццеліно завдяки допомозі небесного патрона і захисника міста Св. Антонія. Папська індульгенція діяла впродовж 6 років, і 8 квітня 1263 року саркофаг з тілом святого був перенесений із Санта-Марія-Матер-Доміні під третій купол нової церкви.

### Другий етап будівництва
Під час другого етапу будівництва споруда набула хрестоподібної форми і купольне покриття, виконане за зразком собору Св. Марка у Венеції. Передбачається, що у той час купол на північній стороні трансепту (де зараз знаходиться ковчег із мощами Св. Антонія) зведений ще не був, оскільки для його будівництва потрібно було частково зруйнувати стару церкву: цим була викликана необхідність перенесення мощей святого. Під час цієї церемонії, яка відбулася 8 квітня 1263 року у присутності Св. Бонавентури да Баньйореа, Генерального міністра ордену менших братів, був знайдений язик Св. Антонія, який зберігся незмінним і гнучким. Звістка про це збільшила кількість паломників, і нова церква знову стала замалою. Тоді у 1265 році комуна Падуї ухвалила рішення про фінансування будівництва і надання 4000 лір на рік, на той час великої суми грошей, для завершення будівництва церкви. У другій половині XIII століття базиліка Св. Антонія набула свого характерного вигляду паломницької церкви французького типу.

### Третій етап будівництва
Останній етап будівництва розпочався із розташованої за абсидою галереї із радіальними каплицями: закладення середньої каплиці відбулась 28 вересня 1267 року, а інші вісім були завершені у 1296—1297 роках. Церква була відкрита урочистим перенесенням ковчегу Св. Антонія на його старе місце у крайній північній точці трансепту, де він знаходиться і зараз.

## Архітектура

### Зовнішній вигляд

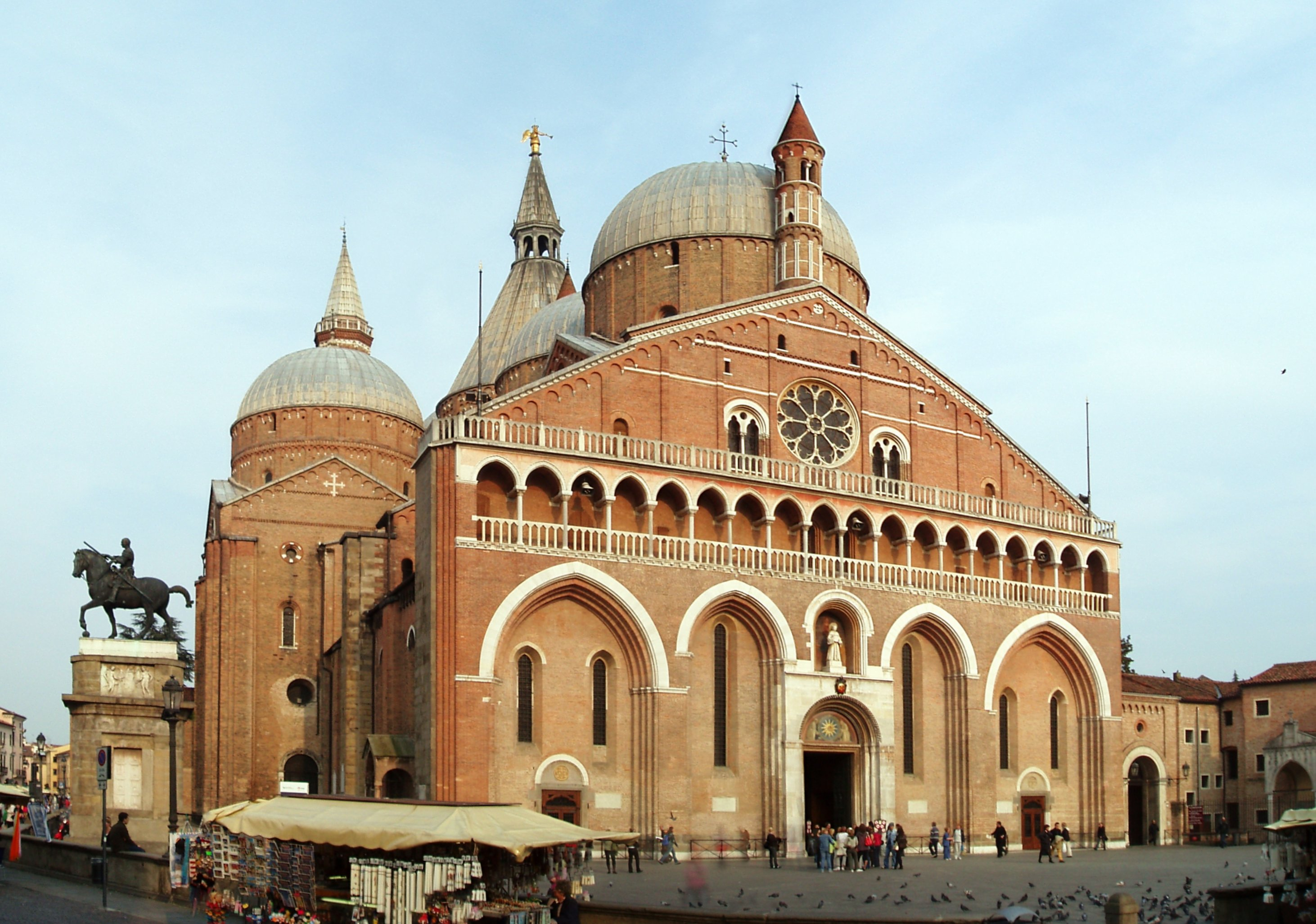
Головний фасад базиліки Св. Антонія

Три етапи будівництва церкви відобразилися на її зовнішніх архітектурних формах. Північний фасад будівлі з його масивною стіною, що розчленована тонкими пілястрами, виходить на широку площу біля Віа Чезаротті. Теплий тон цегли підкреслює замкнутість, що притаманна ломбардсько-романському стилю. Контрфорси і короткі похилі частини даху складають основу для циліндричних барабанів куполів. Тонкі пілястри і маленькі стрільчасті арки об'єднують напівкругле венеціансько-візантійське склепіння із нижньою частиною будівлі, збудованої у романському стилі. Високий конус центральної вежі увінчаний стрілою ліхтаря; до куполів приєднуються дві гострокінечні шестикутні дзвіниці із колонами і візерунками.
Будівництво монументальної і увінчаної куполом каплиці Скарбів (1691 р.) порушило чистий вигин галереї та її невисоких радіальних каплиць. До романо-ломбардського стилю відноситься також двосхилий дах і необлицьована цегла стін, оживлених у верхній частині фасадів тонких пілястр. Ажурна лоджія, яку несуть високі стрільчасті арки, наповнена світлом. Вишукане готичне кругле вікно у формі троянди виділяється на червоному фоні фасаду. Оригінальна мала циліндрична дзвіниця, розташована над похилими водостоками даху, й інші маленькі вежі.

### Інтер'єр
Церква являє собою тринефну будівлю у формі латинського хреста із широким, але неглибоко виступаючим по бокам трансептом. Центральний неф освітлюється з двох сторін світлом із вікон бокових нефів і розділений на чотири пролети міцними опорними стовпами (товщина 4,80 м). Перші пролети у свою чергу поділяються на менші, проміжними стовпами, що об'єднані стрільчастими арками. Внутрішня галерея із перилами зв'язує одне з одним бокові склепіння головного нефу, що підтримують напівкруглі куполи. Центральна перспектива закінчується в абсиді, прикрашеній стрільчастими вікнами.
У парусах круглої арки, між нервюрами склепінь, відкриваються невеликі круглі віконця, у той час як до пресбітерію світло проникає через два бокові готичні вікна у вигляді рози, із тонким ажурним плетінням. Бокові нефи перекриті овальним хрестовим склепінням, що спирається на групу колон. Перспективу утворює їхнє продовження, що завершує довгий трансепт, у галереї абсиди.

#### Лівий неф

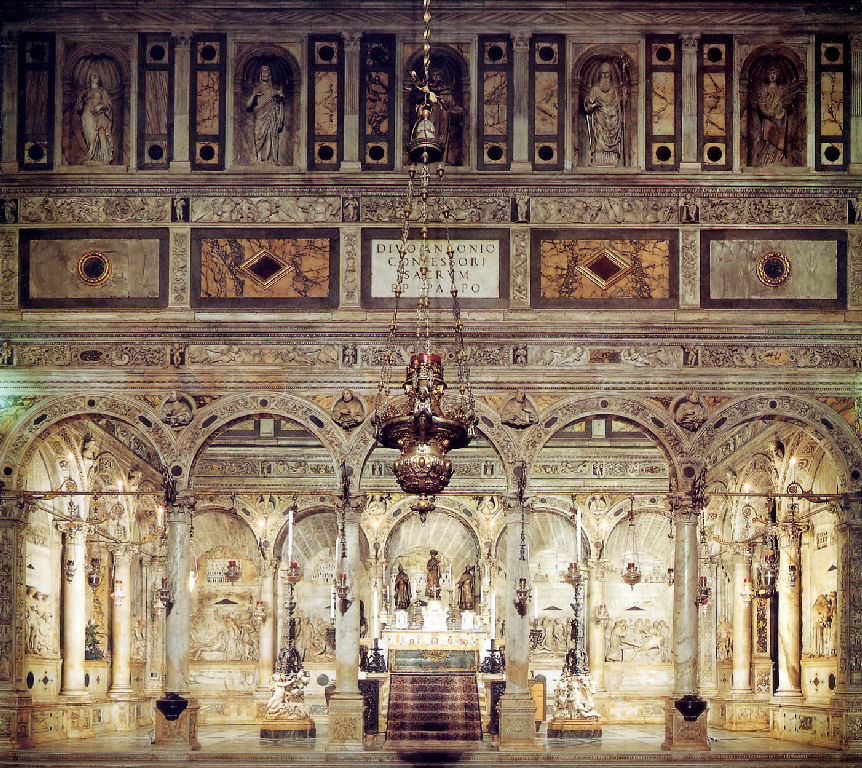
Ковчег Св. Антонія

У лівому нефі на ширині першого меншого стовпа знаходиться вівтар Мадонни дель Пілястро (або дельї Орбі). Фреска «Мадонна із немовлям» була виконана у середині XIV століття художником Стефано да Феррара. Зпереду, навпроти стіни, знаходиться надгробний пам'ятник юриста Антоніо Розеллі роботи П'єтро Ломбардо (1464—1467). Лівий неф закінчується у трансепті, у північній частині якого знаходиться гробниця (ковчег) Св. Антонія, перенесений сюди 14 червня 1310 року. Від першої каплиці XIV століття зберігся єдиний архітектурний елемент — десять восьмикутних колон із червоного веронського мармуру, встановлених у 1511 році у боковому портику церкви Санта-Марія-дей-Серві. Гуманіст Мікеле Савонарола (1385—1468) оспівує у 1445–1446 роках благочестиву красу старовинної каплиці Св. Антонія, стіни якої були розписані фресками Стефано да Феррара із зображеннями чудес Св. Антонія. Художнє оздоблення Каплиці ковчегу було створене у зв'язку із перенесенням сюди срібної урни із мощами святого (в середині саркофага із порфіра з 1263 року), подарованої у 1350 році кардиналом Гвідо де Булонь-сюр-Мер. На урочистій церемонії разом із падуанськими каноніками був присутній італійський поет Франческо Петрарка.
Каплиця дель Санто
Наприкінці XVI століття фрески Стефано да Феррара через вологість стін зіпсувалися і виникла необхідність повної реставрації інтер'єра каплиці, здійсненій завдяки залишеному церкві спадку Франческо Сансоне, Генерального міністра ордену францисканців (1499). Проект був реалізований Андреа Бріоско, виконанням його керували Джованні та Антоніо Мінелло (1500—1521 роки), закінчив внутрішнє оздоблення каплиці знаменитий веронський архітектор Джованні Марія Фальконетто (бл. 1468—1534/35), який виконав також оздоблення фасаду і склепіння: ліпнину у стилі гротеску. Нова каплиця дель Санто була освячена у 1532 році. Каплиця Св. Антонія має форму коринфського портику із багато прикрашеним аттиком зі статуями святих покровителів Падуї і св. Іоанна Хрестителя. Коринфський портик розділяє посередині стіни каплиці, а в інтерколумніях знаходяться 9 мармурових горельєфів із зображеннями найбільш відомих чудес святого Антонія:

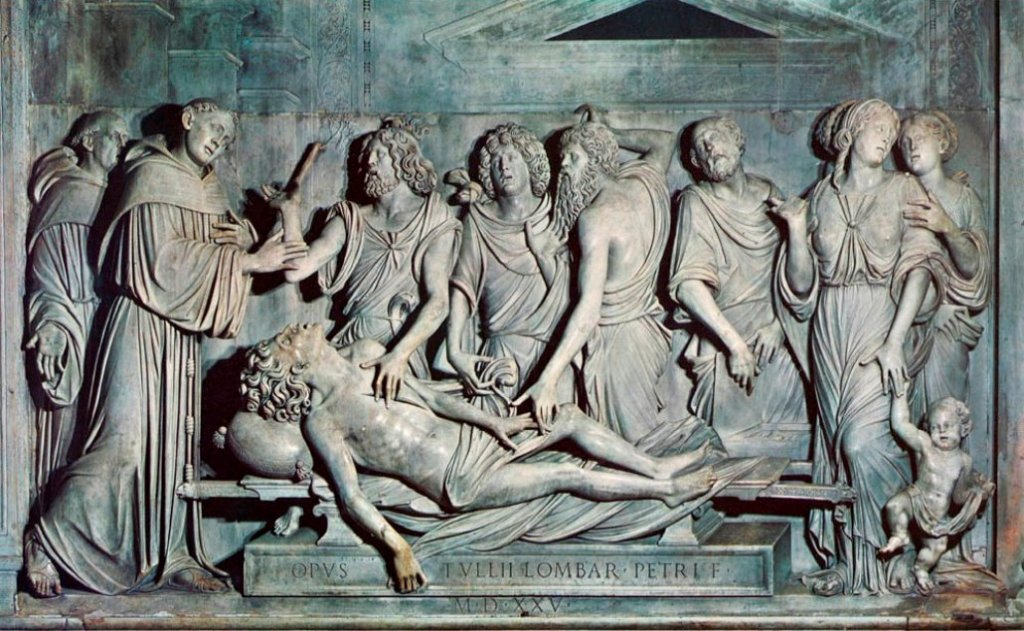
Тулліо Ломбардо. Рельєф «Чудо з серцем скупого», 1525

1. Антоніо Мінелло. «Облачення Св. Антонія», 1512.
2. Джованні Рубіно. «Ревнивий чоловік вражає дружину кинджалом», 1524—1529; завершив Сільвіо Козіні, 1534—1536;
3. Джироламо Кампанья. «Св. Антоній воскрешає юнака», 1577.
4. Якопо Сансовіно. «Св. Антоній воскрешає потонулу дівчину», 1563.
5. Якопо Сансовіно. «Св. Антоній повертає до життя потонулу дитину», 1534.
6. Тулліо Ломбардо. «Чудо із серцем скупого», 1525.
7. Тулліо Ломбардо. «Св. Антоній зцілює у юнака зламану ногу», 1525.
8. Джованні Марія Моска. «Молитва Св. Антонія перетворює розбитий єретиком стакан у цілий», 1520—1529.
9. Антоніо Ломбардо. «Св. Антоній дає немовляті дар мовлення», 1505.

Цикл рельєфних композицій ліворуч починається сценою «Облачення Св. Антонія» роботи Антоніо Мінелло (1512). Розташування рельєфів не відповідає хронологічному порядку їх створення: першим був виконаний у 1505 році дев'ятий рельєф (останній праворуч) — «Св. Антоній дає немовляті дар мовлення». Його автор Антоніо Ломбардо виконав разом зі своїм братом Тулліо інші рельєфи у класичному стилі. Палким драматичним пафосом відрізняються два рельєфи роботи скульптора Якопо Сансовіно, розташовані на торцевій стіні навпроти входу: «Св. Антоній воскрешає потонулу дівчину» і «Св. Антоній повертає до життя потонулу дитину». Над арками зображені види Падуї, виконані у техніці інкрустації по мармуру. У центрі каплиці, на узвишші із семи сходинок вівтар гробниці святого, мармуровий саркофаг, який ззаду залишений відкритим.
Каплиця Темної Мадонни

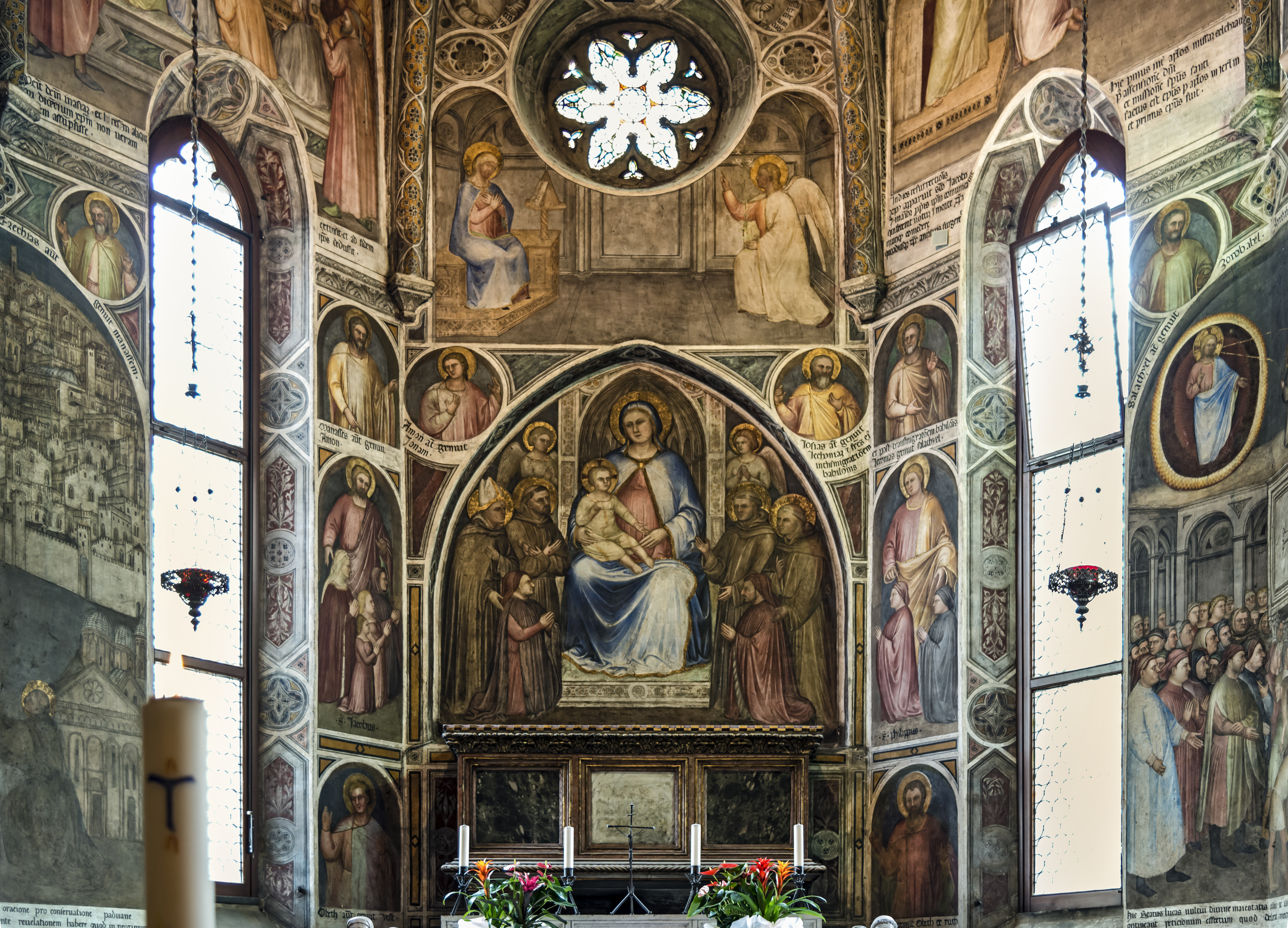
Каплиця блаж. Луки Беллуді з розписами Джусто де Менабуої

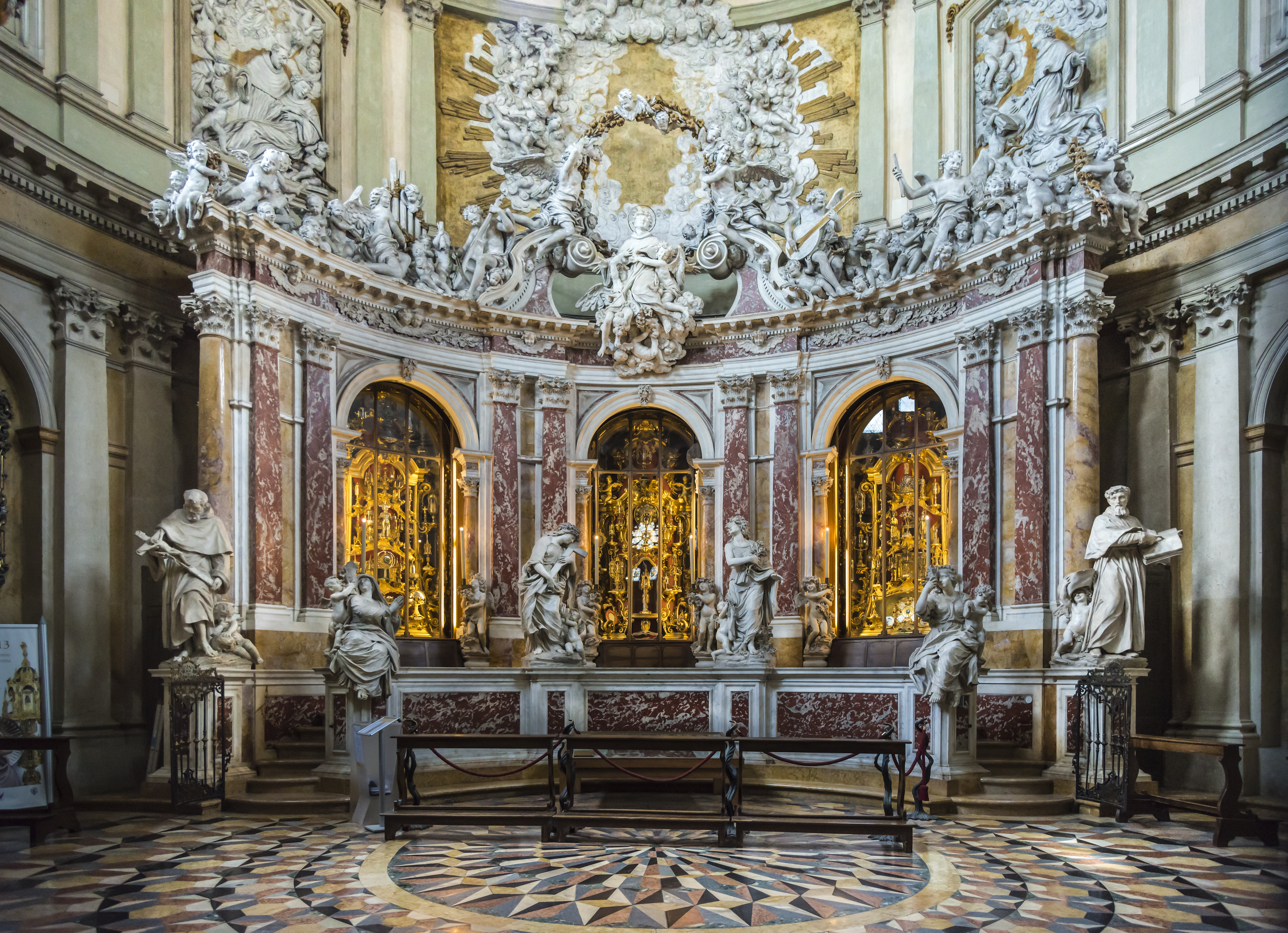
Каплиця Реліквій або Скарбів

На східній стіні арка відкриває доступ до каплиці Темної Мадонни, єдиної частини церкви Санта-Марія-Матер-Доміні (кінець XII ст.—початок XIII ст.). На південній стіні, під великою аркою знаходиться велична гробниця юриста Раффаеле Фульгозі (помер у 1427 році), чудовий зразок тосканської готики (П'єтро Ламберті із помічниками Джованні Нанні та Онофріо ді Марко, 1430).
Каплиця блаж. Луки Беллуді
Спереду відкривається каплиця блаж. Луки Беллуді, монаха — супутника і товариша Св. Антонія, залишки якого покояться у саркофазі абсиди. Каплиця, створена по волі братів Наймеріо і Манфредіно дей Конті (перший — керівник, у другий — судовий повірений Франческо да Каррара старшого) була освячена у 1382 році. Абсида і стіни були прикрашені фресками роботи флорентійського майстра Джусто де Менабуої на сюжет легенди про двох апостолів.

#### Каплиця Скарбів, або Реліквій
Після каплиці Темної Мадонни вздовж вигину галереї йдуть радіальні каплиці, оздоблення яких нещодавно було відреставровано. У центрі галереї розташована каплиця Скарбрів, або Реліквій, багато творами ювелірного мистецтва. До 1691 року тут була розташована центральна каплиця з апсидою, яка потім стала атріумом нової каплиці, твір роботи генуезького майстра Філіппо Пароді, учня Джованні Лоренцо Берніні. Над декоративним оздоблення вітрини з реліквіями, яка слідуючи лінії архітектури, яскраво вирізняється жовто-золотавим кольором дверей, і над оздобленням перевантаженого пластичним декором, але вишуканого купола Слави св. Антонія разом з Пароді працював також і Джованні Бонацца, талановитий падуанський скульптор поч. XVIII ст.
Скарбниця представляє великий інтерес з релігійної та художньої точок зору: серед експонатів особливо виділяється релікварій язика, шедевр 1434—1436 років, виконаний Джуліано да Фіренце, скульптором майстерні Лоренцо Гіберті.

#### Правий неф

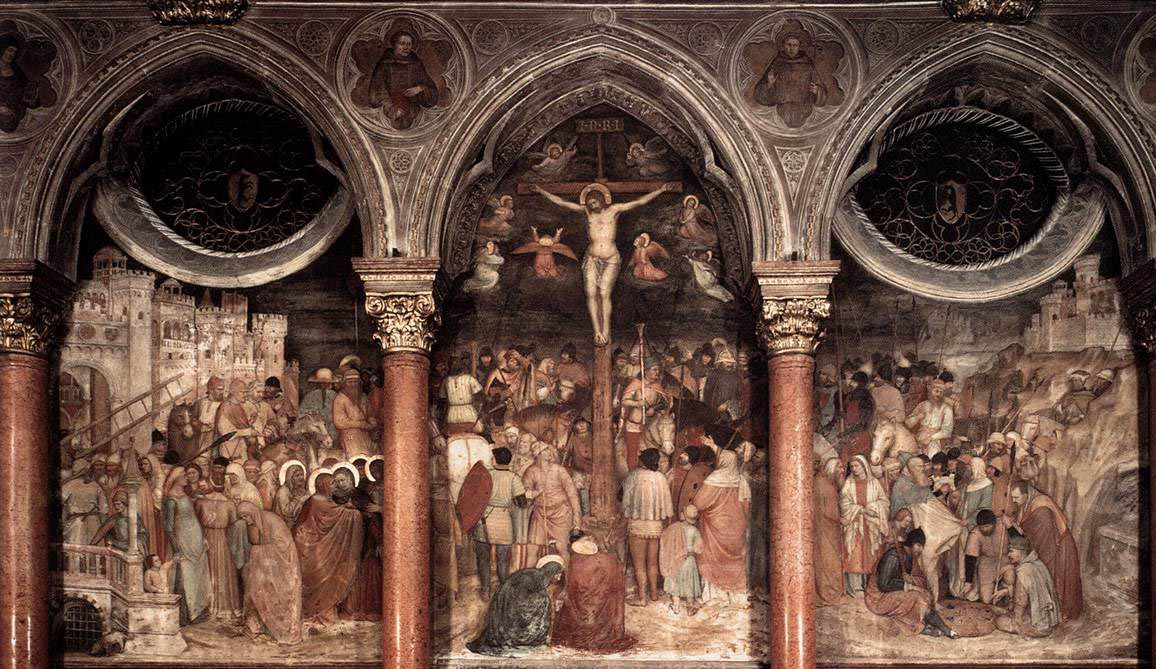
Каплиця Сан-Джакомо-Маджоре (Сан-Феліче). Розписи Альтік'єро да Дзевіо, 1374—1378

Каплиця Сан-Джакомо-Маджоре (св. Якова Великого) або Сан-Феліче
Каплиця Сан-Джакомо-Маджоре або св. Якова Великого розташована у правому нефі собору. У південному крилі трансепта наприкінці XIII століття був виконаний вівтар св. Архангела Михаїла, де в 1333 році була похована Бартоломея дельї Скровеньї, дружина Марсіліо да Каррара (1294—1338). Тут ж в 1337 році були поховані П'єтро і Марсільйо дей Россі ді Парма, племінники Якопо І да Каррара і герої визволення Падуї від володарювання династії Скалігерів. В підвенній каплиці трансепта, нарешті, був похований Марсільйо іль Гранде (Великий) да Каррара, перший князь Падуї (помер в 1338 році), в очікуванні перенесення його праху до родового абатства Санто-Стефано-ді-Каррара.
Таким чином, каплиця, прославлена розписами Альтік'єро да Дзевіо, відомого італійського живописця другої половини XIV століття, була знаменита завдяки похованням у ній відомих історичних осіб і знаті.
У 1372 році каплиця стала власністю багатого і освіченого маркіза Боніфаціо дей Лупі ді Соранья (Парма), який доручив реконструкцію її архітектурного і скульптурного оздоблення веніціанському майстру Андріоло дельї Санті, який раніше працював для родин Скровеньї і Каррарезі. За деякими припущеннями проект самої каплиці був створений Альтік'єро да Дзевіо, який розписав її стрільчате склепіння і стіни (1374—1378 рр.). На торцевій стороні за вівтарем (статуя Райнальдіно ді Франча, 1379) знаходиться велике Розп'яття, вкрите фресками у вигляді триптиха. Фрески на стінах зображують епізоди з легенди про святого Якова Великого, спочатку гонимим, а потім шанованим Лупою, від якого, за переказами походить стародавній рід маркіза Боніфаціо. Взаємодія шкіл представлена різноманітністю стилів, від ліричного до прозаїчного. В 1504 році до культу св. Якова приєднався культ папи Сан-Феліче, у результаті чого, нова назва каплиці згодом витіснила попередню.
Каплиця Сантіссімо
Каплиця Сантіссімо (Святійшого) розташована поруч каплиці Сан-Джакомо Маджоре у правому нефі собору. Є чудовим зразком сучасного церковного мистецтва хоча була вона побудована у 1457 році на честь святих Франциска Ассізького і Бернардина Сієнського, з волі вдови Еразмо да Нарні (1370—1443), прозваного «Гаттамелата», який похований тут разом зі своїм сином. Архітектурні форми каплиці типові для пізньої готики, але декоративне оздоблення було виконане значно пізніше. Нинішній декор, живопис і скульптура, виконані значно пізніше (1927—1936 рр.) за задумом Лодовіко Польягі (1857—1950). Позаду вівтаря мозаїчна робота зображує таїнство Євхаристії (Причастя), в якій, попри світлу живописну гамму, доволі скупо передані атмосфера і простір. Білі статуї Молільників на бокових сходах вівтаря виконані у перебільшено граціозних позах.
Біля третього несучого стовпа, одна навпроти одної, знаходяться гробниці П'єтро Бембо (помер у 1547 році), кардинала і поета, праворуч, і Доменіко Контаріні (помер у 1553 році), адмірала, ліворуч. Їхній автор — відомий веронський архітектор Мікеле Санмікелі. Біля четвертого стовпа знаходиться простий пам'ятник Елени Корнаро Піскопії (померла у 1684 році), першої жінки, яка закінчила університет і отримала ступінь доктора філософії.

#### Пресбітерій
Просторий пресбітерій, відділений від основного приміщення декоративною огорожею, є маленькою церквою у великій.
Первісно хори з подвійним рядом крісел знаходились у широкому пресбітерії під четвертим куполом перед вівтарем. Дерев'не різьблення крісел виконали Лоренцо і Крістофоро Каноцці з учнями (1462—1469), однак вони були зруйновані пожежею в 1749 році. У відповідності з канонами церковного Собору у Тренто в 1651 році, хори були перенесені за вівтар і закрили нижню частину довгих вікон абсидної ніші, таким чином зменшивши освітленість простору.

#### Головний вівтар

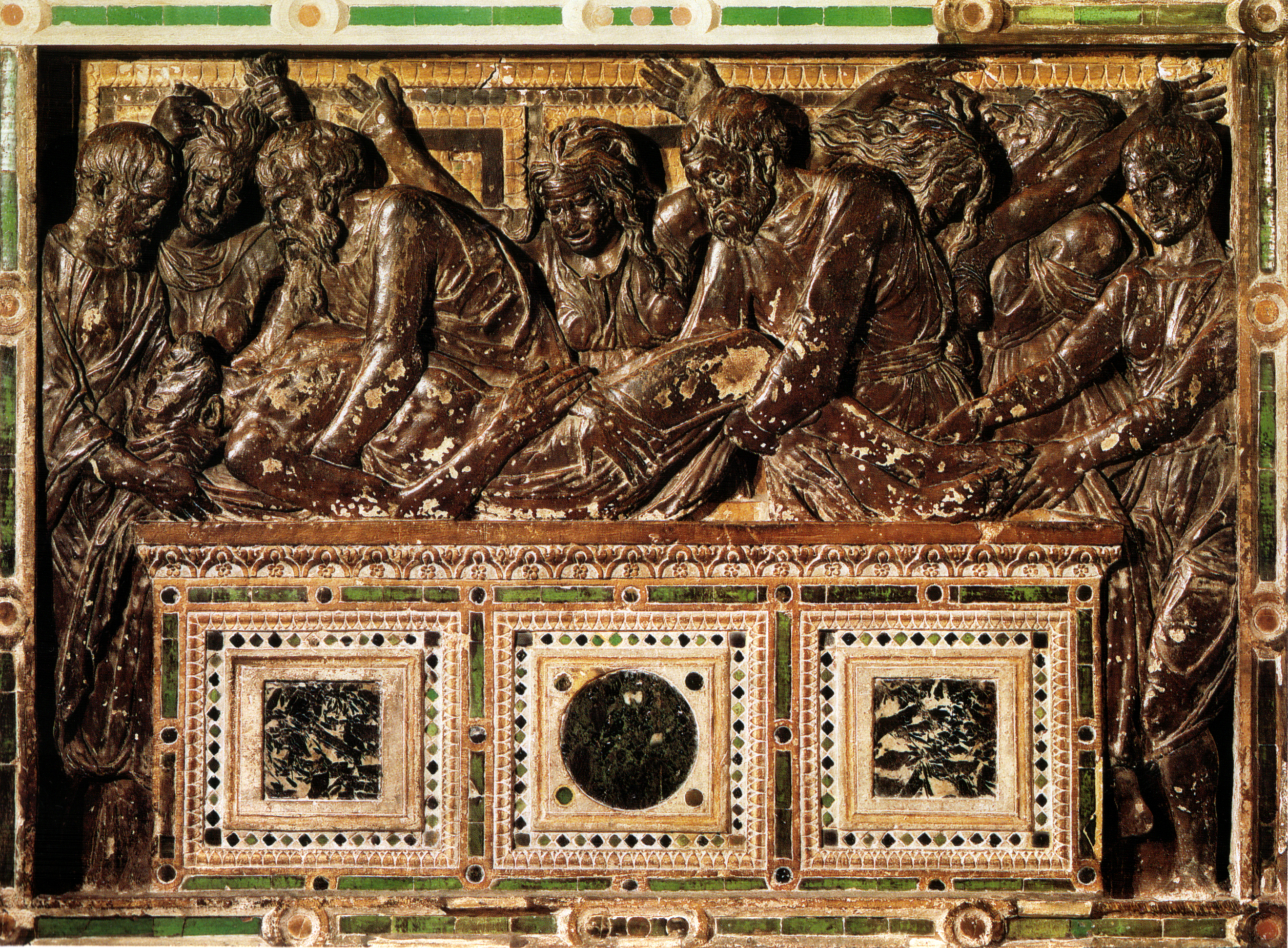
Донателло, «Покладення у труну», 1446—1453

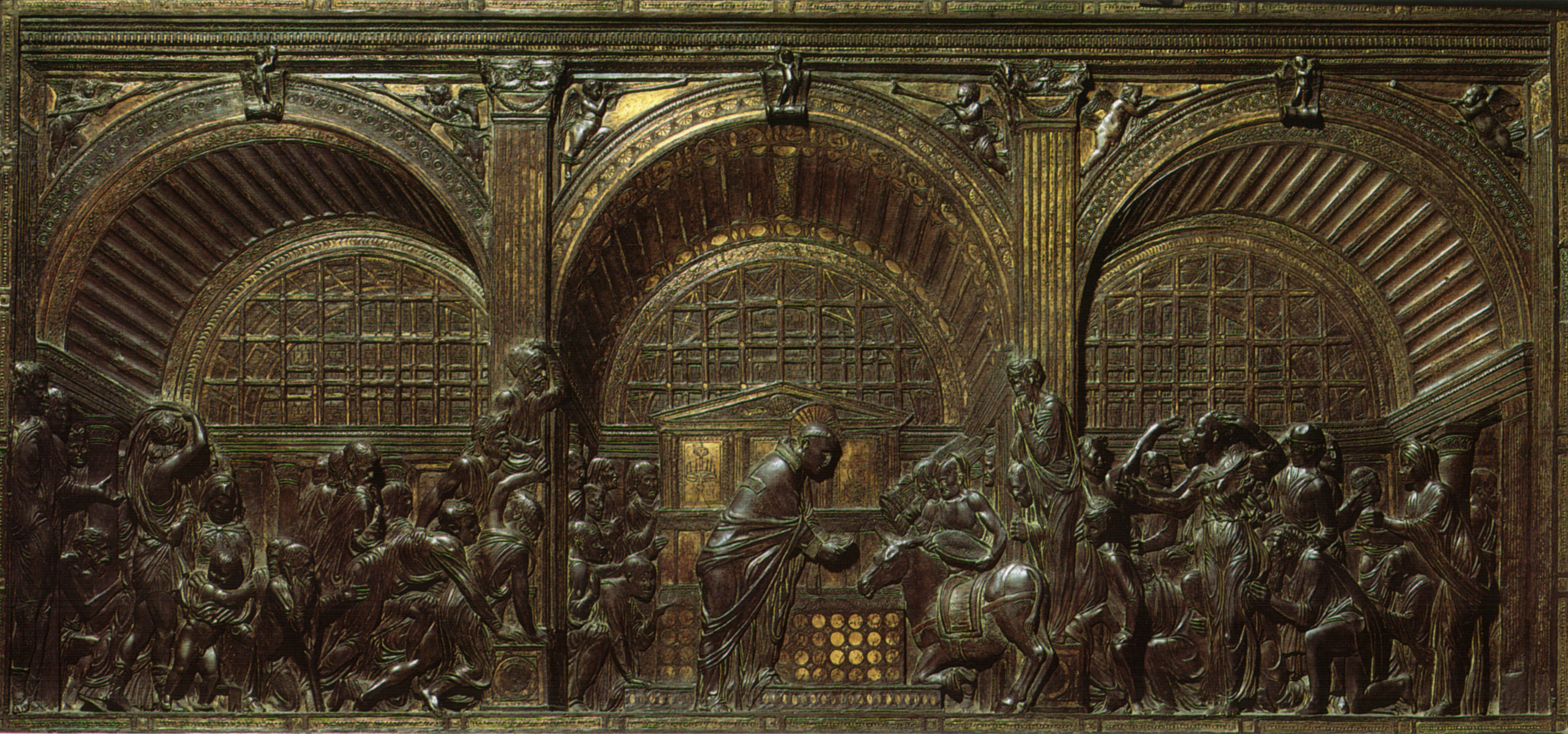
Донателло, «Чудо з мулом», 1447

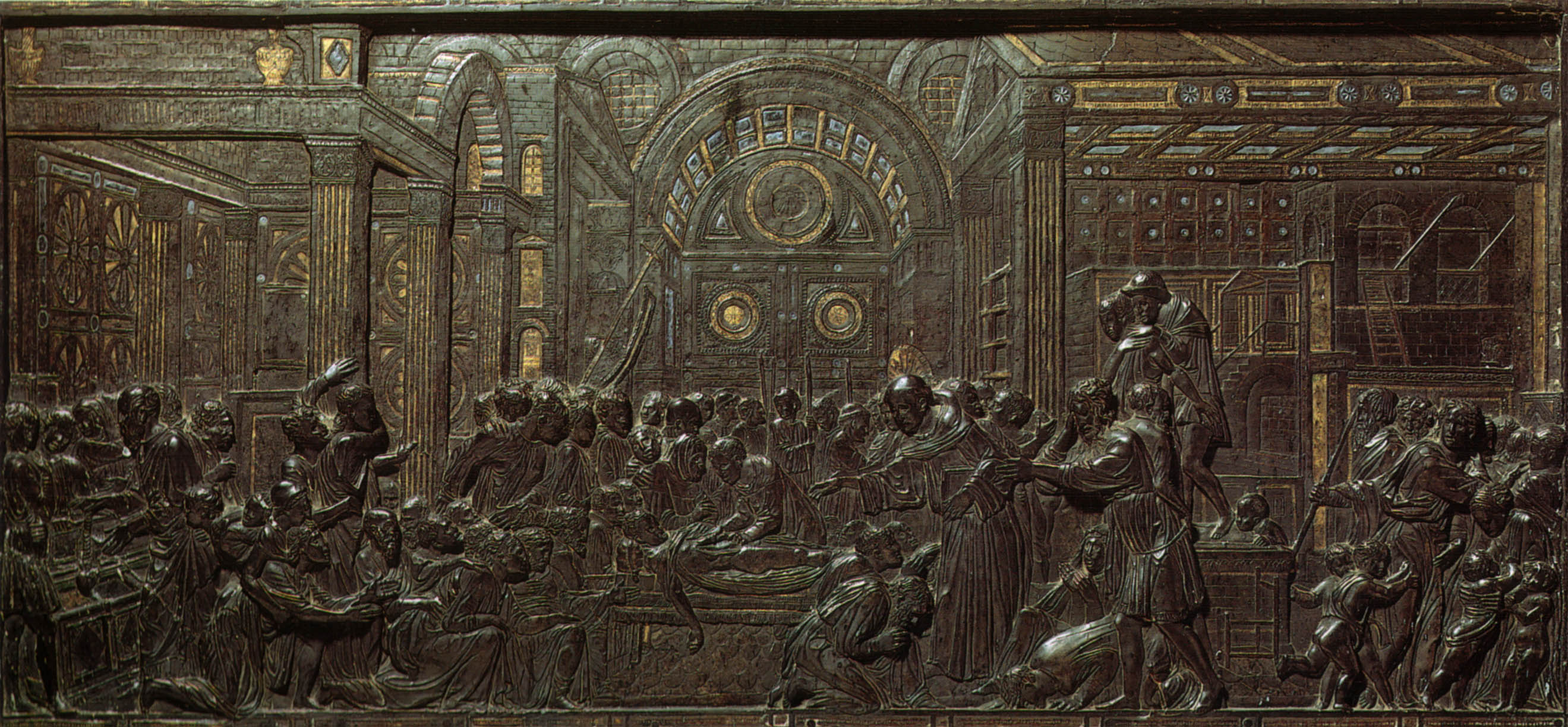
Донателло, «Чудо з серцем лихваря», 1447

Перший вівтар з готичною дароносицею був зруйнований у 1448 році, аби поступитися місцем новому вівтарю, встановити який захотів багатий і благочестивий Франческо Тергола (1446) і проект якого виконав Донателло. Дерев'яна модель вівтаря у вигляді подвійного портика була виготовлена у червні 1450 року, однак його створення не було завершено до того моменту, коли Донателло поїхав з Падуї у 1453 році.
Другий головний вівтар Донателло був розібраний, оскільки здавався надто простим і не відповідав пишному стилю другої половини XVI століття. Пізніше його переробили у зовсім іншому, монументальному вигляді. Автором нинішнього вівтаря (1895 р.) став архітектор Камілло Бойто (1836—1914). Цей твір передусім відповідає своєму літургічному призначенню, а окрім цього, у ньому об'єднані усі бронзові роботи (статуї і рельєфи) Донателло, хоча розміщені зовсім не так, як було задумано спочатку. Так, наприклад, «Розп'яття» (1444) не стояло на вівтарі, як зараз, а висіло перед пресбітерієм, закріплене на опорних стовпах третього купола. Тіло вмираючого Ісуса, зображене на фоні небесно-блакитного хреста підкреслювало об'єм і ритм композиції, зобразивши реалізм, з яким Донателло зміг передати сумну агонію сцени розп'яття, однак ритмічний рух добре відображає духовну направленість жертви. Зараз святі розміщуються на сходах вівтаря праворуч і ліворуч від Богоматері, а під портиком Донателло вони стояли навколо, що здебільшого створювало ілюзію життя. Єпископи Просдочімо і Лудовіко звертались до вірян, мученики Данило і Юстина, простягаючи праву руку, свідчили істину. Святий Франциск, засновник ордену і учитель, показував своїм послідовникам розп'яття, святий Антоній, закривши книгу «Проповідей», шукав натхнення, роздумуючи над таїнством втілення.
У центрі, на другому ярусі, Марія, слухаючи молитви вірян, вказує їм на свого сина Ісуса. Сім статуй представляють шедевр ритму і форми (1447—1448), але особливої майстерності Донателло досяг у зображенні фігури Діви Марії, тендітної, майже безтілесної серед плавних складок одягу і за контрастом з міцним тілом немовляти.
Зі зворотньої сторони трону Марії зображено перворідний гріх Адама і Єви. На своєму колишньому місці, на цоколі за вівтарем залишилось «Зняття з хреста», на барельєфі бронщованого беричного каменю — вираження трагічного пафосу, переданого надзвичайно експресивним переплетенням ліній.
На сходах вівтаря знаходиться зображення чотирьох чудес св. Антонія (1447 р.): серце лихваря, знайдене у ларці, і знову приживлена відрізана нога; мул, що встав на коліна перед Святими Дарами, і новонароджений, який знайшов дар мови. Ліворуч від вівтаря (висота 3,5 м) здіймається пасхальний канделябр (1507—1515), відомий твір падуанського майстра Андреа Бріоско, відомого як Річчо. На численних ярусах канделябра зображені священні і алегоричні фігури, тонкого, але динамічного моделювання. Попри свою пишність, твір пронизаний домірністю і гармонією.